# Aleksandra Goriàtxkina
Aleksandra Iurievna Goriàtxkina (rus: Александра Юрьевна Горячкина; Orsk, 28 de setembre de 1998) és una jugadora d'escacs russa, que té el títol de Gran Mestre des del 2018. Ha guanyat dos cops el campionat de Rússia femení i va ser també dos cops Campiona del món sub-20 femenina. El 2019, va guanyar el Torneig de Candidates i es va classificar per disputar el matx pel Campionat del món de 2020, en què va perdre el matx contra Ju Wenjun en els desempats a semiràpides, 2.5-1.5, després d'empatar 6-6 a les partides a ritme clàssic.
A la llista d'Elo de la FIDE del juny de 2022 hi tenia un Elo de 2599 punts, cosa que en feia la jugadora número 1 (en actiu) de Rússia, la número 2 femenina mundial, i el jugador número 27 en actiu (absolut) de Rússia. El seu màxim Elo va ser de 2611 punts, a la llista de l'agost de 2021.

## Resultats destacats en competició
Goriàtxkina va guanyar la medalla d'or al Campionat del món d'escacs per edats en categoria sub-10 el 2008, en categoria sub-14 el 2011 (fent 9/9 punts) i en categoria sub-18 el 2012, i al Campionat d'Europa d'escacs de la joventut va guanyar en categoria sub-12 el 2010, sub-14 el 2011 i sub-18 el 2012. També fou medalla d'argent en categoria femenina sub-12 al Campionat d'Europa d'Escacs Sub-18 i medalla de bronze en la mateixa categoria als Campionats del Món Juvenils de 2009.
El 2011, va guanyar el Memorial Liudmila Rudenko a Sant Petersburg i durant aquell any el seu ràting es va incrementar almenys 300 punts, des dels 2045 als 2333. El 2012, va empatar al segon lloc al Campionat femení juvenil de Rússia, tot i que fou tercera al desempat, i va guanyar la Copa de Rússia femenina per eliminatòries.
Goriàtxkina va participar al Torneig Tata Steel C a Wijk aan Zee el gener de 2013, i hi va puntuar 3.5 de 13 partides (1 victòria, 5 taules, 7 derrotes). L'abril del mateix any, fou segona al campionat de Rússia sub-19 absolut, competint amb els nois. El juny, va empatar als llocs 2n–3r a la màxima lliga femenina de Rússia. Mercès a aquest resultat es va classificar per primer cop per la Superfinal del Campionat de Rússia femení, a Nijni Nóvgorod. En aquest torneig hi va puntuar 4½/9 (la campiona fou Valentina Gúnina). El desembre, va competir a la categoria sub-18 oberta del Campionat del món juvenil a Al Ain, on hi va fer 6½/11 punts. Els anys 2013 i 2014 va guanyar el Campionat del món d'escacs júnior femení.
El març de 2014, va participar per primer cop al Campionat d'Europa individual i hi va puntuar 5/11. El setembre de 2014, va empatar al primer lloc a l'obert femení de tardor de Satka, i fou quarta al desempat. El novembre fou tercera a la Superfinal del campionat rus femení amb 5½/9.
El febrer de 2015, Goriàtxkina va participar al campionat d'Europa individual, i hi va fer 6½/11 amb una performance de 2554.
El mes següent, fou segona en categoria femenina a l'Obert de Moscou, amb 7/9. L'abril de 2015, Goriàtxkina va prendre part al Campionat del món femení de 2015, en què va arribar a segona ronda, on fou eliminada per Anna Muzitxuk.
L'agost de 2015 va guanyar la Superfinal femenina del campionat rus a Txità, amb 8/11 punts. El desembre de 2015 va guanyar per segon cop la Copa femenina de Rússia.
El 2017, fou subcampiona al Campionat d'Europa femení a Riga (la campiona fou Nana Dzagnidze). El desembre de 2017, Goriàtxkina va guanyar la Superfinal russa per segon cop, després de vèncer Natalia Pogonina en el desempat a partides ràpides.
El 2018 obtingué el títol de Gran Mestre.

### 2019–actualitat: Aspirant a campiona del món

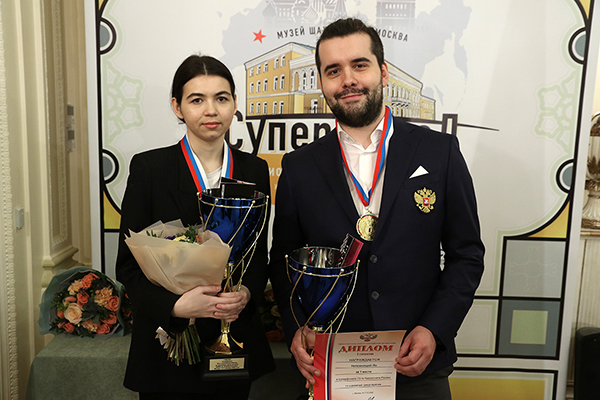
Goriàtxkina (esquerra) i Ian Nepómniasxi, guanyadors de la secció femenina i absoluta de la Superfinal del Campoinat de Rússia de 2020

A principis de 2019 Goriàtxkina va recuperar la major part de punts d'Elo que havia perdut anteriorment. En particular, va puntuar 6½/11 al Campionat d'Europa individual d'escacs del 2019 celebrat al març, enregistrant una victòria contra Rauf Mamedov, que en aquell moment tenia una puntuació Elo de 2701. A continuació va fer un gran avenç al Torneig de candidates femení, que s'estava recuperant després de la dissolució del format eliminatòria que s'havia utilitzat durant les últimes dues dècades. Goriàtxkina va guanyar el torneig amb un ampli marge d'1 punt i mig. Va puntuar 9½/14 (6 victòries, 1 derrota i 7 taules) i va aconseguir la victòria a falta de dues rondes per al final gràcies a tenir 9 punts i un avantatge de 2½ punts després de dotze rondes. Amb una performance dominant de 2666, va pujar al número 3 del món només darrere de Hou Yifan i de la campiona mundial d'escacs femenina vigent Ju Wenjun. També es va guanyar el dret de desafiar Ju pel Campionat del Món.
El matx pel Campionat del món femení va tenir lloc el gener de 2020, amb la primera meitat a la Xina i la segona a Rússia. A la Xina, Ju i Goriàtxkina i cadascuna van guanyar una partida amb les blanques. De tornada a Rússia, Goriàtxkina es va avançar en la vuitena partida abans que Ju guanyés dues partides seguides, la segona de les quals va ser l'única victòria amb negres al matx. No obstant això, Goriàtxkina va guanyar l'última partida clàssica per enviar el matx a una sèrie de quatre ràpides de desempat. Després que Goriàtxkina no pogués convertir bones ocasions de victòria en la primera partida de desempat amb les negres, Ju va guanyar la tercera amb les blanques. Amb les altres tres partides de desempat acabant en taules, Ju va guanyar el matx i va conservar el títol de campiona del món femenina.
|                              | Rating | Partides clàssiques | Partides clàssiques | Partides clàssiques | Partides clàssiques | Partides clàssiques | Partides clàssiques | Partides clàssiques | Partides clàssiques | Partides clàssiques | Partides clàssiques | Partides clàssiques | Partides clàssiques | Desempat a ràpides | Desempat a ràpides | Desempat a ràpides | Desempat a ràpides | Punts  |
| 1                            | Rating | 2                   | 3                   | 4                   | 5                   | 6                   | 7                   | 8                   | 9                   | 10                  | 11                  | 12                  | R1                  | R2                 | R3                 | R4                 |                    | Punts  |
| ---------------------------- | ------ | ------------------- | ------------------- | ------------------- | ------------------- | ------------------- | ------------------- | ------------------- | ------------------- | ------------------- | ------------------- | ------------------- | ------------------- | ------------------ | ------------------ | ------------------ | ------------------ | ------ |
| Ju Wenjun (CHN)              | 2584   | ½                   | ½                   | ½                   | 1                   | 0                   | ½                   | ½                   | 0                   | 1                   | 1                   | ½                   | 0                   | ½                  | ½                  | 1                  | ½                  | 6 (2½) |
| Aleksandra Goriàtxkina (RUS) | 2578   | ½                   | ½                   | ½                   | 0                   | 1                   | ½                   | ½                   | 1                   | 0                   | 0                   | ½                   | 1                   | ½                  | ½                  | 0                  | ½                  | 6 (1½) |

Abans del matx pel Campionat del Món, Goriàtxkina va jugar els dos primers torneigs del Grand Prix Femení de la FIDE 2019–21. Va acabar en segona posició conjunta a Skólkovo al setembre, només darrere de Koneru Humpy. Al torneig següent a Mònaco al desembre, va acabar en primer lloc conjuntament amb Koneru i Alexandra Kosteniuk, desaprofitant una oportunitat de ser primera en solitari amb una derrota a l'última ronda davant Koneru. Després del matx pel Campionat del Món, va tornar a acabar en primera posició en el tercer torneig a Lausana al març, aquesta vegada amb Nana Dzagnidze, que va ser primera per desempat. Amb dos primers llocs empatats i un segon empatat, Goriàtxkina finalment va guanyar el Gran Premi general amb més de 100 punts més que Koneru, que es va perdre l'últim dels seus tres torneigs a causa de la pandèmia de COVID-19. Goriàtxkina no va jugar un altre torneig fins a l'octubre a causa de la pandèmia, mantenint un Elo de 2582, la seva millor marca fins a aquell moment. Va reprendre la competició a la Lliga Superior del Campionat de Rússia, on va igualar el seu resultat del 2018 amb una puntuació de 5½/9 i una performance de 2656 que li va permetre d'ascendir al segon lloc del rànquing mundial femení per primera vegada. Goriàtxkina va acabar l'any guanyant la seva tercera Superfinal del Campionat Femení de Rússia, derrotant Polina Shuvalova en una partida de desempat armageddon amb les blanques després d'acabar empatades al primer lloc amb 8/11.
Al juny/juliol del 2021, Goriàtxkina va fer 6,5/9 a la Primera Lliga del Campionat de Rússia. Amb aquest resultat, es va classificar per a la 74a Superfinal absoluta del Campionat de Rússia.

### Competicions per equips
Goriàtxkina va representar Rússia al primer tauler al Campionat d'Europa per equips femení Sub-18 de 2012 i hi va puntuar 3/3, contribuint a l'or per equips.
Goriàtxkina va debutar amb la selecció absoluta per equips al Campionat d'Europa per equips de 2013. Hi va puntuar 2.5/5 i l'equip rus va guanyar la medalla d'argent.
El desembre de 2014, va contribuir a que l'equip rus guanyés la medalla d'argent a les Olimpíades sub-16 a Győr, puntuant 6/10 al segon tauler. Hi va guanyar un premi de bellesa per la seva partida contra Cemil Can Ali Marandi a la setena ronda.
L'abril de 2015, va contribuir a que Rússia guanyés l'argent al Campionat del món femení per equips, puntuant 5/7 al quart tauler, i va guanyar la medalla de plata individual per la seva actuació. El juliol del mateix any, va prendre part la temporada 9ena edició del matx Xina-Rússia a Ningbo, i hi va puntuar 5/10 a les ràpides i 1.5/5 a les partides a ritme clàssic. Al Campionat d'Europa femení per equips de 2015 a Reykjavík hi va guanyar la medalla d'or per equips, i també la medalla d'or individual al tercer tauler.
Goriàtxkina va jugar representant l'equip de Iamàlia al tercer tauler al Campionat de Rússia absolut per Equips, i hi va puntuar 3/7 el 2013 amb una performance de 2408, 3/6 el 2014 (performance de 2535), i 3.5/7 (performance de 2638) el 2015. El 2019, Goriàtxkina va jugar al primer tauler de l'equip d'Iamàlia a la primera divisió russa, i hi va puntuar 6/8 (performance de 2670). Amb aquest resultat l'equip es va classificar per disputar la divisió d'honor el 2020.

## Vida personal
El pare de Goriàtxkina, Yuri, és Mestre de la FIDE i fou el seu primer entrenador. La seva mare és Candidata a Mestra. La seva germana, Oxana, també juga als escacs.
A banda de jugar en torneigs, Goriàtxkina també és implicada en l'ensenyament. El seu pare és president d'una escola d'escacs a Salekhard, on Goriàtxkina sovint hi fa classes. Anteriorment havia fet classes per internet amb Discord però ensenya principalment en persona; malgrat això es manté activa en la plataforma, per millorar l'anglès. També és membre d'un servidor anomenat "Lounge of Chess" on hi ha Grans Mestres com ara Illia Nyjnyk, Samuel Sevian i Andrew Tang.